# Talia Bennett
Talia Bennett (Auckland, 1986) è una modella neozelandese, eletta Miss Universo Nuova Zelanda 2012.
Originariamente, la Bennett aveva gareggiato a Miss Universo Nuova Zelanda 2011, dove si era classificata alla seconda posizione, dietro la vincitrice Priyani Puketapu.
L'anno seguente partecipa al concorso per la seconda volta, e per la seconda volta si qualifica dietro alla vincitrice Avianca Böhm. Tuttavia, dopo che si scopre che la Böhm non è dotata di cittadinanza neozelandese, il titolo passa automaticamente alla Bennett, che quindi diventa rappresentante ufficiale della Nuova Zelanda per Miss Universo 2012.
È di origini maori da parte di padre ed italiane da parte di madre.